# Galatheoidea
Galatheoidea Samouelle, 1819 è una superfamiglia di crostacei decapodi appartenenti all'infraordine Anomura.

## Tassonomia
In questa superfamiglia sono riconosciute 4 famiglie:
- Galatheidae Samouelle, 1819
- Munididae Ahyong, Baba, Macpherson, Poore, 2010
- Munidopsidae Ortmann, 1898
- Porcellanidae Haworth, 1825